# 196P/Tichý
La comète Tichý, officiellement 196P/Tichý, est une comète périodique du système solaire, découverte le 23 octobre 2000 par Miloš Tichý.